# Колективний договір
Колекти́вний до́гові́р — угода, яка укладається між власником або уповноваженим органом (особою) і одним або кількома профспілковими чи іншими уповноваженими на представництво трудовим колективом органами, а у разі відсутності таких органів — представниками трудящих, обраними та уповноваженими трудовим колективом. Колективний договір є результатом соціального партнерства та діалогу на локальному рівні.
Колективний договір укладається відповідно до чинного законодавства (ст. 10—20 Гл. 2 КЗпП України [Архівовано 23 січня 2022 у Wayback Machine.], ЗУ "Про колективні договори і угоди" [Архівовано 11 липня 2019 у Wayback Machine.] та ін.) та узятих сторонами зобов'язань і має на меті регулювання виробничих, трудових і соціально-економічних відносин, а також узгодження інтересів трудящих, власників та уповноважених ними органів. К. д. укладається на підприємствах, в установах, організаціях незалежно від форм власності і господарювання, які використовують найману працю і мають права юридичної особи, а також у структурних підрозділах підприємства, установи, організації в межах компетенції цих підрозділів.
Зміст колективного договору визначають сторони. У ньому передбачаються взаємні зобов'язання сторін щодо регулювання виробничих, трудових, соціально-економічних відносин, зокрема:
- зміни в організації виробництва і праці;
- забезпечення продуктивної зайнятості;
- нормування оплати праці;
- встановлення форм, системи, розмірів заробітної плати та інших видів трудових виплат (премій, доплат, надбавок та інші);
- встановлення гарантій, компенсацій, пільг;
- участь трудового колективу у формуванні, розподілі і використанні прибутку підприємства, установи, організації (якщо це передбачено статутом);
- встановлення режиму роботи, тривалості робочого часу і відпочинку;
- умов і охорони праці;
- забезпечення житлово-побутового, культурного, медичного обслуговування, організації оздоровлення і відпочинку працівників;
- гарантій діяльності профспілкової чи інших представницьких організацій працівників;
- умов регулювання фондів оплати праці та встановлення міжкваліфікаційних (міжпосадових) співвідношень в оплаті праці;
- забезпечення рівних прав та можливостей жінок і чоловіків;
- заборона дискримінації.

У колективному договорі можна передбачити додаткові порівняно з чинним законодавством і угодами гарантії, соціально-побутові пільги.
Колективний договір підлягає реєстрації місцевими органами державної виконавчої влади, порядок якої визначається Кабінетом Міністрів України.
Колективний договір набирає чинності від дня підписання його сторонами або від дня, зазначеного в ньому, і діє до часу укладання нового або перегляду чинного, якщо інше не передбачено договором. На новостворених підприємствах, в установах, організаціях колективного договору має укладатися у тримісячний строк після реєстрації або після рішення про заснування їх, якщо реєстрація не передбачена.
Колективний договір поширюється на всіх працівників незалежно від того, чи є вони членами профспілки, і обов'язковий як для власника або уповноваженого ним органу, так і для працівників. Контроль за виконанням колективного договору здійснюється безпосередньо сторонами, які його уклали, або уповноваженими ними представниками. Щорічно в строки, передбачені колективного договору, сторони, що його підписали, звітують про його виконання.

## Юридична відповідальність
Як такої, юридичної відповідальності за неукладення колективного договору не встановлено, однак передбачено адміністративну відповідальність за ухилення від участі у колективних переговорах та за невиконання колективного договору, який вже укладено. 
Відсутність колективного договору на підприємстві, яке використовує найману працю, у деяких випадках може бути кваліфіковане як порушення законодавства про працю.